# Gabriele Lagus-Möschl

Rummy, Entwurf für ein Deckelinnenbild einer Zigarettenschachtel von Gabi Lagus Möschl, 1928.

Gabriele (Gabi) Maria Lagus-Möschl, geborene Möschl, (* 27. Juli 1887 in Wien; † wahrscheinlich: Dezember 1961 in Dade City, Florida) war eine österreichisch-amerikanische Malerin, Grafikerin und Kunstgewerblerin.

## Künstlerische Laufbahn
Gabriele Lagus-Möschl studierte von 1905 bis 1907 an der Kunstschule für Frauen und Mädchen unter Adolf Boehm. Anschließend besuchte sie unter Anton von Kenner und Koloman Moser von 1907 bis 1911 die Wiener Kunstgewerbeschule.
Sie arbeitete unter anderem für die Wiener Werkstätte im Bereich der Stoffmalerei und war Mitglied der Vereinigung bildender Künstlerinnen Österreichs (VBKÖ) und des Österreichischen Werkbunds. Gemeinsam mit weiteren Künstlerinnen spaltete sie sich von der VBKÖ ab und gründete 1926 formal die Wiener Frauenkunst, welche informal schon einige Jahre bestand. Lagus-Möschl wurde zur ersten Vize-Präsidentin der Vereinigung, deren Präsidentin Fanny Harlfinger-Zakucka war.
Sie schuf Einbände, Modeentwürfe, Textilkunst, Gebrauchsgrafik und verschiedenste Illustrationen, so illustrierte sie unter anderem das Kinderbuch Das seltsame Weihnachtserlebnis des kleinen Vigg, das von Eugenie Hoffmann aus dem Schwedischen übersetzt wurde. Darüber hinaus schuf sie auch Grafiken für die Zeitschrift Erdgeist.
Sie war seit 1911 auf Ausstellungen in Wien, Köln, Den Haag und Leipzig vertreten, sowie 1925 auf der Exposition Internationale des Arts Décoratifs et Industriels Modernes in Paris.
Am 21. März 1918 heiratete sie in Wien Otto Lagus (* 1889 in Sarajevo; † 1965 in Baden bei Wien).
1938 wurde vom NS-Regime ein Arbeitsverbot verhängt. Am 24. November 1939 emigrierten die Eheleute zunächst nach Rom, dann über Lissabon nach New York City, das sie am 3. Dezember 1940 erreichten. Gabriele Lagus-Möschl nannte sich dort Gabrielle Lagus. Sie und ihr Ehemann arbeiteten in den USA später hauptsächlich als Stoff-Designer.